# Julie Howard
Julie Howard (Brantford, 23 ottobre 1976) è un'ex nuotatrice canadese.
Specializzata nello stile libero, ha partecipato alle Olimpiadi di Atlanta 1996.

## Palmarès
- Mondiali in vasca corta

Rio de Janeiro 1995: argento nella 4x100m misti.